# Daniel Benedicti
Daniel Benedicti, död 1642 i Flisby församling, Jönköpings län, var en svensk präst i Flisby församling.

## Biografi
Benedictus Joannis var son till kyrkoherden Benedictus Joannis i Flisby församling. Han blev 1607 student vid Rostocks universitet och prästvigdes 1611. Benedicti blev pastorsadjunkt i Flisby församling och blev 1625 kyrkoherde i församlingen efter sin fader. Han blev 1631 kontraktsprost i Södra Vedbo kontrakt. Benedicti avled 1642 i Flisby församling.